# Асия (мечеть)
Мечеть «Асия» (баш. «Асия» мәсете) находится в мкрн. Максимовка в Калининском районе Уфы.

## История
Мечеть «Асия» строилась по инициативе и на частные средства семьи Ильдуса Уразбахтиева без участия религиозных организаций. С арабского языка слова «Асия» переводится как «утешающая, лечащая». Строительство мечети было завещано Уразбахтиеву Ильдусу его дедом Мансуром, который был сыном муллы Мухаммед-Гарифа, репрессированного в 1930-е годы.